# Triple Frontière (film)
Ne doit pas être confondu avec Triple frontière.
Pour plus de détails, voir Fiche technique et Distribution.
Triple Frontière (Triple Frontier) est un film d'action  américain réalisé par J. C. Chandor, sorti en 2019 en exclusivité sur Netflix.

## Synopsis
Santiago « Pope » Garcia lutte depuis des années contre le trafic de drogue en conseillant des polices locales en Amérique du Sud. Un jour, une de ses « indics », Yovanna, lui avoue où se cachent un narcotrafiquant, Gabriel Martin Lorea, et ses millions de dollars. Ce dernier se terre dans une maison qui se situe à la triple frontière, un point géographique où se rejoignent la Colombie, le Brésil et le Pérou. Lorea a transformé sa maison en bunker et en coffre-fort géant pour y protéger le produit de son trafic.
Santiago rentre aux États-Unis pour proposer à quatre de ses anciens frères d'armes de l'aider à faire des repérages de la maison de Lorea, située côté brésilien de la frontière, afin de permettre ensuite l'intervention de l'armée. Les cinq amis se décident et entrent dans le pays avec de faux passeports.
Une fois la reconnaissance  de la maison et de ses environs effectuée, Santiago propose à ses amis de ne pas informer l'armée (au risque qu'une fuite alerte Lorea) et de régler le problème eux-mêmes en assassinant le baron de la drogue et en raflant son argent, avant de s'enfuir en hélicoptère pour rejoindre l'océan pacifique.
Cette opération militaire privée, bien qu'organisée avec soin, va se compliquer et mettre à rude épreuve l'amitié entre les cinq vétérans.

## Fiche technique
- Titre original : Triple Frontier
- Titre français : Triple Frontière
- Réalisation : J. C. Chandor
- Scénario : Mark Boal et J. C. Chandor, d'après une histoire de Mark Boal
- Direction artistique : Peter Borck
- Décors : Greg Berry
- Costumes : Marlene Stewart
- Photographie : Roman Vasyanov
- Montage : Ron Patane
- Musique : Disasterpeace
- Production : Alex Gartner, Andy Horwitz et Charles Roven
  - Producteurs délégués : Kathryn Bigelow, Mark Boal, Andrés Calderón, Neal Dodson, Anna Gerb et Thomas Hayslip
  - Coproducteur : John Wildermuth
- Société de production : Atlas Entertainment
- Société de distribution : Netflix
- Pays d'origine :  États-Unis
- Langues originales : anglais, espagnol et portugais
- Durée : 125 minutes
- Format : couleur
- Genre : action
- Dates de sortie[1] : 
  -  États-Unis : 3 mars 2019 (avant-première à New York)
  -  États-Unis : 6 mars 2019 (sortie limitée)
  -  Mondial : 13 mars 2019 (Netflix)

## Distribution
- Ben Affleck (VF : Boris Rehlinger) : Tom « Redfly » Davis
- Oscar Isaac (VF : Benjamin Penamaria) : Santiago « Pope » Garcia
- Charlie Hunnam (VF : Marc Arnaud) : William « Ironhead » Miller
- Garrett Hedlund (VF : Adrien Antoine) : Benjamin « Benny » Miller
- Pedro Pascal (VF : Julien Kramer) : Francisco « Catfish » Morales
- Adria Arjona (VF : Alexandra Garijo) : Yovanna
- Sheila Vand (VF : Audrey Sourdive) : Lauren Yates
- Reynaldo Gallegos : Gabriel Martin Lorea
- Michael Benjamin Hernandez : David
- Pedro Lopez : Gabriel
- Christine Horn : l'officier américain
- Mohammed Hakeemshady (VF : Jean-Baptiste Anoumon) : le vendeur de l'hélicoptère
- Carlos Linares : Alejandro
- Jason Quinn : un voyou local
- Jay Catlett : Joe Domingo
- Juan Martinez : Mateo
- Madeline "Maddy" Wary : Tess
- Louis Rodriguez : Duke
- George Hayn : Samuel
- Lateef Crowder : un soldat

## Production
En octobre 2010, Tom Hanks et Johnny Depp entrent en négociations pour jouer dans un film réalisé par Kathryn Bigelow et écrit par Mark Boal. Le tournage doit débuter en 2011,. Tom Hanks est officiellement engagé en novembre 2010. Mais la production est retardée. En juin 2015, J. C. Chandor est en contact pour réaliser le film pour Paramount Pictures, Kathryn Bigelow préférant se focaliser sur un projet de film sur Bowe Bergdahl (elle réalisera finalement Detroit). Tom Hanks et Will Smith sont alors en négociations pour les rôles principaux. Le film, alors provisoirement intitulé Sleeping Dogs, sera produit par Charles Roven et Alex Gartner via Atlas Entertainment,. J. C. Chandor est officialement engagé comme réalisateur en septembre 2015. En janvier 2016, Johnny Depp est toujours en contact. Si la participation de Tom Hanks est toujours d'actualité, celle de Will Smith est remise en cause par le tournage de Beauté cachée.
En janvier 2017, Channing Tatum et Tom Hardy sont en négociation pour les rôles initialement proposés à Johnny Depp et Tom Hanks. Un mois plus tard, Mahershala Ali rejoint la distribution, alors que Channing Tatum et Tom Hardy sont officiellement confirmés. En avril 2017, environ un mois avant la date de tournage alors prévue, il est annoncé que la Paramount a quitté le projet et Channing Tatum et Tom Hardy ne sont plus disponibles. Mahershala Ali et Adria Arjona sont cependant toujours liés au projet.
En mai 2017, il est annoncé que Netflix est en négociation pour acquérir les droits, avec Ben Affleck et son frère Casey Affleck dans les rôles laissés vacants par Tom Hardy et Channing Tatum. Ben Affleck quitte finalement le projet pour raisons personnelles en juillet 2017. Mark Wahlberg est alors annoncé pour le remplacer, alors que la distribution se confirme avec Charlie Hunnam, Garrett Hedlund et Pedro Pascal. Adria Arjona est elle aussi confirmée.
En mars 2018, peu avant le tournage, Ben Affleck revient finalement sur le projet et rejoint Oscar Isaac, Charlie Hunnam, Garrett Hedlund, Pedro Pascal et Adria  Arjona. Mahershala Ali a entretemps du quitter le projet en raison des retards pris par la production.
Le tournage a lieu de mars à juillet 2018 à Hawaï, notamment l'Interstate H-3 sur l'île d'Oahu ainsi qu'à Honolulu, ainsi qu'à Soacha en Colombie.

### Bande originale
La musique du film est composée par Disasterpeace. Le batteur de Metallica, Lars Ulrich, joue sur quelques titres. L'album est disponible en téléchargement.
Liste des titres
1. America Is Listening (1:32)
2. A Mole and a Mercenary (2:42)
3. Once a Soldier (2:48)
4. Recce (4:28)
5. Full on Cowboy (2:32)
6. Desecrated Oaths (7:05)
7. The House Is the Safe (5:26)
8. Count Your Kills (5:38)
9. Into the Wind (5:35)
10. With the Devil Now (2:52)
11. Check Six (2:02)
12. What Gold Does (3:11)
13. A Debt (5:09)
14. Rendez Vous (6:14)
15. Coordinates (1:49)

Chansons non originales présentes dans le film
- For Whom The Bell Tolls - Metallica
- Caderas - Bomba Estéreo
- The Chain - Fleetwood Mac
- Walk - Pantera
- Masters of War - Bob Dylan
- Run Through the Jungle - Creedence Clearwater Revival
- Para Elisa - Los Destellos
- Linda Munequita - Los Hijos Del Sol
- Mi Lamento - Grupo Celeste
- No Te Dejare - Grupo Celeste
- Somewhere There Is A Mother - chanson traditionnelle
- Woah - Jeremie Salvatore
- Old Time Pan - Odyssey Steel Band
- Orion - Metallica

## Sortie
Le film est présenté en avant-première à New York, le 3 mars 2019. Il connait une sortie limitée dans quelques salles aux États-Unis trois jours plus tard, avant de sortir dans le Monde le 13 mars 2019 sur Netflix.
Le film reçoit des critiques plutôt positives. Sur l'agrégateur américain Rotten Tomatoes, il totalise 72 % d'avis favorables pour 78 critiques, avec une note moyenne de 6,28⁄10. Sur Metacritic, il obtient une note moyenne de 61⁄100 pour 24 critiques.